# مدارس وقفية
مدارس وقفية أو المدارس الوقفية ظهرت لأول مرة في القرن الرابع الهجري مستقلة عن المساجد وحلقاتها العلمية، كنتيجة للنمو الطبيعي لما سبقها من مؤسسات علمية، وبلغت أوجها في القرن الخامس الهجري من خلال المدارس النظامية التي أنشأها الوزير السلجوقي نظام الملك في بغداد وأماكن أخرى من البلاد الإسلامية، وتميزت هذه المدارس في أنها أول من طبق نظام المخصصات المالية والخدمية الخاصة بالأساتذة والطلبة على حد سواء، وأوقف نظام الملك لهذه المدارس كل ما يلزمها من فرش وأثاث ومدرسين وعاملين، كما ووفر الكتب والسكن للطلاب الغرباء والمخصصات المالية والغذاء والكساء، ومع تأسيس هذه المدارس في بغداد وغيرها أخذ الناس يشعرون بدور الدولة في التعليم، فزاد تسابقهم نحو هذا العمل الخيري وأخذوا ينشئون المدارس ويقفون العقارات والاملاك المختلفة من أجل الإنفاق عليها.

## نماذج من المدارس الوقفية

### المدرسة النظامية
أنشأ هذه المدرسة الوزير نظام الملك عام 1092م، وكان الغرض من إنشائها تدريس الفقه على المذهب الشافعي، وقد رصدت لها أوقافا كثيرة قدرت (بستين ألف دينار).

### مدرسة ابن هبيرة
أسست في بغداد عام 1162م من قبل عون الدين أبي مظفر ابن هبيرة الذي أوقف لها الكثير من الأوقاف، ولكنها لم تستمر بعملها فقد أغلقت بعد وفات مؤسسها، وبيعت الكتب التي أوقفت من أجلها.

### المدرسة الفخرية
قام بتأسيس هذه المدرسة فخر الدولة بن المطلب أحد أثرياء بغداد والمعروف بكثرة إنفاقه على المؤسسات الخيرية، وقد أوقف على هذه المدرسة وقفا محصوله السنوي ألف وخمسمائة دينار.

### المدرسة المستنصرية
أنشأها الخليفة العباسي المستنصر بالله في بغداد على شط دجله من الجانب الشرقي، وجعلها وقفا على المذاهب الأربعة، وحضر افتتاحها عام 1228م جمع كبير من الناس ضم كبار المسؤولين والعلماء والمدرسين.

### مدرسة بنقشا
سميت بهذا الاسم نسبة إلى مؤسستها بنقشا بنت عبدالله الرومية عتيقة الخليفة المستضيء بأمر الله، فقد اشترت هذه المرأة دارا وجعلتها مدرسة موقوفة على الحنابلة، وأوقفت عليها قرية بكاملها.

### المدرسة الاتابكية
بنيت هذه المدرسة في الموصل في العصر الاتابكي، وقد بناها سيف الدين بن عماد بن عماد الدين.

## المدارس الوقفية في المدينة المنورة
المدارس الوقفية في المدينة المنورة كان لمنشآت التعليم في المدينة المنورة نصيبا وافرا من الأوقاف، ومع انتشار المدراس الوقفية في المدينة إلا أنها اندثرت إما بالضم، أو التحويل، أو بوفاة أصحابها، أو انتقال الملك من دولة إلى دولة أخرى، وكان أول رباط مدرسة في المدينة في القرن السادس الهجري هي المدرسة التي بناها فجر الدين عثمان بن الزنجيبلي، كان ذلك عام 577هـ.

### المدارس الوقفية في القرن السابع الهجري
- المدرسة الشيرازية: أسسها إبراهيم العريان الرومي، أقام فيها واشترى نخيلا وأوقفه عليها، واجتهد في عمارتها بنفسه وماله حتى توفي عام 730هـ.
- المدرسة الأركوجية: درس فيها القاضي فخر الدين السنجاري أبو بكر توفي عام 739هـ، وكان يدرس فيها على المذهب الحنفي.[12]
- المدرسة اليازكوجية (الحنفية): أسسها يازكوج أحد أمراء الشام، تقع أمام باب النساء في الجهة الشرقية للمسجد النبوي، وهي داخلة ضمن التوسعة الجديدة.[13]

### المدارس الوقفية في القرن الثامن الهجري
- المدرسة الجوبانية: أسسها جوبان أتابك العساكر عام 724هـ، في جهة الحصن العتيق عند باب الرحمة، وقد وصفت بأن ليس في المدينة أحسن بناء وأتقن منها.[14]
- المدرسة الغياثية: مؤسسها الملك المنصور غياث الدين، بنيت بالقرب من باب الرحمة، وجعل لها وقفا، توفي عام 814هـ.[15]

### المدارس الوقفية في القرن التاسع الهجري
- المدرسة الكليرجية: مؤسسها السلطان شهاب الدين أحمد، سلطان كليرجة عام 838هـ، بالقرب من باب الرحمة غرب المسجد النبوي.
- المدرسة الباسطية: مؤسسها القاضي عبد الباسط، عام بضع وأربعين وثمانمائة من الهجرة في الناحية الشرقية من المسجد النبوي.
- المدرسة الزمنية: كانت دار أبي مطيع واشتراها وكيل الخواجا ابن الزمن، تقع غرب المدرسة الباسطية.[16]
- المدرسة الرستمية: مؤسسها رستم باشا عام 880هـ، تقع في وسط حارة الأغوات بين المسجد النبوي والبقيع.[17]

### المدارس الوقفية في القرن العاشر الهجري
- المدرسة المزهرية: مؤسسها الزيني كاتب السر، وهي كائنة في دار العشرة في الجهة الجنوبية من المسجد الشريف.[15]

### المدارس الوقفية في القرن الحادي عشر الهجري
- مدرسة قرة باش: أنشئت عام 1031هـ، في حارة ذروان في الجهة الجنوبية للمسجد النبوي.[18]
- مدرسة الخياري: وكان يدرس فيها عبدالرحمن بن علي بن موسى الخياري، وكان للمدرسة مخصصات تأتيها من مصر.[19]
- مدرسة محمد أغا (دار السعادة): مؤسسها محمد أغا وهي من المدارس الوقفية التي أنشئت لاحتياجات طلاب العلم في المدينة المنورة.[20]

### المدارس الوقفية في القرن الثاني عشر الهجري
- مدرسة الشفاء: أسسها شيخ الإسلام فيض الله الهندي عام 1112هـ، وقد سميت بهذا الاسم لأنه نذر إن شفي من مرضه أن يأسس مدرسة في المدينة المنورة.[21]
- مدرسة الصاقزلي: أسسها السيد أحمد إبراهيم الصاقزلي الشهير بالخطاط أحد تجار الروم عام 1125هـ، ملاصقة للسور السلطاني في شمال المسجد النبوي، وأوقف لها عدة عقارات.[20]
- مدرسة دار الحديث (بشير أغا): أنشئت في عهد الخلافة العثمانية من قبل أحد المحسنين لا يعرف من هو ولا متى أسست، وقد جدد بنائها وأحياها السيد بشير أغا.[22]
- المدرسة الحميدية: مؤسسها السلطان عبد الحميد الأول في عهده ما بين عامي 1187-1203هـ، تقع في أخر حلوة الساحة من جهة المسجد النبوي.[18]

### المدارس الوقفية في القرن الثالث عشر الهجري
- المدرسة المحمودية: جدد بنائها السلطان محمود، وتقع ملاصقة للمسجد النبوي بجوار باب السلام، وقد وصفت أنها من أعظم المدارس في المدينة المنورة، وقد أوقف عليها العديد من الأوقاف، كما جعل مخصصا لمدرس المدرسة مقداره عشر غلة الوقف.[23]
- مدرسة كيلي ناظري: أسسها مصطفى أغا كيلي ناظري عام 1254هـ.
- مدرسة الإحسانية: أسسها مصطفى بن محمد بن عبد الرسول بن سلمان عبد الرحمن عام 1275هـ، وقد أوقف عليها المؤسس سبع دور وخمسة عشر دكانا.[21]
- المدرسة الباركوجية: مؤسسها باركوج التركي أحد أمراء الشام، لم تستمر طويلا حتى تحولت إلى زاوية الشيخ عبدالقادر الجيلاني.[24]
- مدرسة حسين أغا: أسسها ناظر التكية المصرية حسين أغا كزول أغا عام 1273هـ، وتقع في الجزء الجنوبي من حارة الأغوات.[18]

### المدارس الوقفية في القرن الرابع عشر حتى ما قبل عام 1340هـ
- المدرسة الكشميرية: أوقفها الوزير لعل الدين بن عبدالله عام 1301هـ، وقد أوقفها لتكون مدرسة لقراءة وتعليم العلوم النقلية والعقلية التي يسوغ الشرع الشريف الاشتغال بها من سائر الفنون، وأطلق عليه المدرسة اللعلية الجمونية المدنية.[25]
- المدرسة القازلية (القازانية): أسسها عبد الستار بن جابر القازاني عام 1311هـ، وهي موقوفة على التتر من جهة القوقاز ثم تحولت إلى رباط.[26]
- المدرسة العرفانية: أسسها محمد عارف بن مصطفى توقادي عام 1314هـ، ولها أوقاف تتكون من سبعة عشر دكانا وسبة دور وقطعة أرض.
- المدرسة الخاسكية: أسستها امرأة تسمى خاسكي سلطان عام 1314هـ، على حافة مجرى أبي جيدة مقابل بيوت الترجمان في شارع العبرية.[23]
- المدرسة النظامية: أسسها محمد عبد الباقي اللكنوني عام 1324هـ، وأغلقت بعد وفاته عام 1364هـ.[27]
- مدرسة آمان الله خوجة: أسسها أمان الله خوجة البخاري عام 1324هـ، خارج باب المجيدي، وقد اشترط الواقف لها أن الذي يسكنها هم من طلاب العلم الصلحاء.[28]

## الآثار العلمية والفكرية للمدارس الوقفية
تأمين الظروف المناسبة للفقهاء والعلماء والأدباء في محراب التعليم، والتأليف، والنشر، والتحقيق العلمي والفقهي، وساهمت في الحفاظ على العقيدة الإسلامية السليمة من الانحراف والتغيير، كما كان لبناء المدارس الوقفية عملية بناء ثقافي تربوي واسعة النطاق قام بها الأمراء والسلاطين، والعلماء والشعب لمواجهة المخاطر المتمثلة بالغزو الصليبي، ولم يقف أثرها في التعليم عند العلوم الشرعية فحسب بل شمل كل موضوعات المعرفة البشرية، لا سيما الطب والصيدلة والفلك، وقد كان للمدارس الوقفية الأثر الكبير في مجانية التعليم، ولعبت دورا بارزا في الحفاظ على اللغة العربية.